# ケビン・ハセット
ケビン・アレン・ハセット（Kevin Allen Hassett、1962年3月20日 - ）は、アメリカ合衆国の経済学者。国家経済会議委員長。ドナルド・トランプ政権下で大統領上級顧問を務めた。第29代大統領経済諮問委員会委員長。1999年にジェームズ・グラスマンとの共著として刊行した『DOW 36000』 で述べられた租税政策で知られる。

## 経歴
マサチューセッツ州グリーンフィールドで生まれ、グリーンフィールド高校を卒業する。スワースモア大学で経済学士を得た後、ペンシルベニア大学で経済学の博士号(Ph.D)を取得した。1989年から1993年までコロンビア大学ビジネススクールのアシスタント・プロフェッサー、1993年から1994年までアソシエートプロフェッサーであった。1992年から1997年まで連邦準備制度理事会の研究・統計部門のエコノミストとして過ごした。ジョージ・H・W・ブッシュ政権およびクリントン政権においてアメリカ合衆国財務省の政策コンサルタントであった。1997年からアメリカ企業公共政策研究所の常勤研究員となった。
著書に『DOW 36000』『基本的税制改革に向けて』がある。論文に「2016年の大統領選挙候補者の当選可能性の統計的測定」(2016年)がある。

## 大統領経済諮問委員会委員長
2017年の始め、ドナルド・トランプ大統領は大統領経済諮問委員会の委員長への指名が近いと報道されていたが、ドナルド・トランプ大統領は2017年4月8日、ケビン・ハセットを大統領経済諮問委員会の委員長に指名すると発表した。マイケル・ストレインはトランプ大統領が税制改革を推進するとすれば、ハセットは大きな役割を果たすだろうと評した。バノンやナバロのような強硬派ではないので、ハセットの指名はウォール街と学会で称賛されていると報道された。CNNのインタビューでハセットは税制改革と予算改革により、米国経済は4%の成長が可能と主張した。

2017年9月12日に、アメリカ合衆国上院から大統領経済諮問委員会委員長の就任を賛成多数で承認され、翌9月13日に正式就任した。
2019年6月2日、トランプ大統領はハセットが委員長を近く退任すると明らかにした。2020年4月15日、トランプはハセットを大統領上級顧問に任命すると発表した。

## 国家経済会議委員長
2024年11月26日、同年の大統領選挙で大統領返り咲きを果たしたドナルド・トランプから国家経済会議の委員長に起用する事が発表された。

## 人物
ハセットは法人税率を引き下げて国内投資を刺激し、経済成長率を高めて税収確保も実現できるとするラッファー理論を支持してきたとされる。
ハセットはアメリカ企業公共政策研究所の在任中、コネティカット通り（ワシントン）のチョコレートショップで事務室の全員分のチョコレートを購入して来たエピソードが語られているように、チョコレートとグミキャンデーを好むと報道されている。